# 复活节岛板块
复活节岛板块，或复活节岛微板块，是南太平洋中一个面积很小（550 km x 410 km）的微板块，全部为太平洋海水所淹没。它的西边与太平洋板块相接，在东边则与纳斯卡板块相接。复活节岛板块因复活节岛而得名，但复活节岛并不在复活节岛板块内部，而是在其东边不远的纳斯卡板块之上。